# 25554 Jayaranjan
25554 Jayaranjan è un asteroide della fascia principale. Scoperto nel 1999, presenta un'orbita caratterizzata da un semiasse maggiore pari a 2,2952170 UA e da un'eccentricità di 0,1523607, inclinata di 3,93205° rispetto all'eclittica.